# Nikola Radičević
Nikola Radičević (Čačak, 25 de abril de 1994) é um basquetebolista profissional sérvio que atualmente joga pelo Trefl Sopot na Liga PLK. e  O atleta possui 1,97m e joga na posição armador. Foi escolhido na posição 57º no Draft da NBA de 2015 pelo Denver Nuggets.